# Guiche
Pour le perçage, voir Guiche (perçage).
Guiche (en basque : Gixune) est une commune française, située dans le département des Pyrénées-Atlantiques en région Nouvelle-Aquitaine.
Le gentilé est Guichot (Gixundar en basque).

## Géographie

### Localisation
La commune de Guiche se trouve dans le département des Pyrénées-Atlantiques, en région Nouvelle-Aquitaine.
Elle se situe à 87 km par la route de Pau, préfecture du département, à 31 km de Bayonne, sous-préfecture, et à 22 km de Mouguerre, bureau centralisateur du canton de Nive-Adour dont dépend la commune depuis 2015 pour les élections départementales.
La commune fait en outre partie du bassin de vie de Peyrehorade.
Les communes les plus proches sont : 
Sames (4,1 km), Bardos (4,1 km), Hastingues (5,1 km), Saint-Laurent-de-Gosse (5,7 km), Sainte-Marie-de-Gosse (5,7 km), Bidache (6,0 km), Port-de-Lanne (6,2 km), Orthevielle (6,4 km).
Sur le plan historique et culturel, Guiche fait partie de la province du Labourd, un des sept territoires composant le Pays basque,. Le Labourd est traversé par la vallée alluviale de la Nive et rassemble les plus beaux villages du Pays basque. Depuis 1999, l'Académie de la langue basque ou Euskalzaindia divise le territoire du Labourd en six zones,. La commune est dans la zone 'Lapurdi Ekialdea (Labourd-Est), à l’est de ce territoire.

### Communes limitrophes
Les communes limitrophes sont  Bardos, Hastingues, Saint-Laurent-de-Gosse, Sainte-Marie-de-Gosse, Sames et Urt.
| Saint-Laurent-de-Gosse (Landes) | Sainte-Marie-de-Gosse (Landes) | Sames               |
| Urt                             | Guiche                         | Hastingues (Landes) |
|                                 | Bardos                         |                     |

### Hydrographie

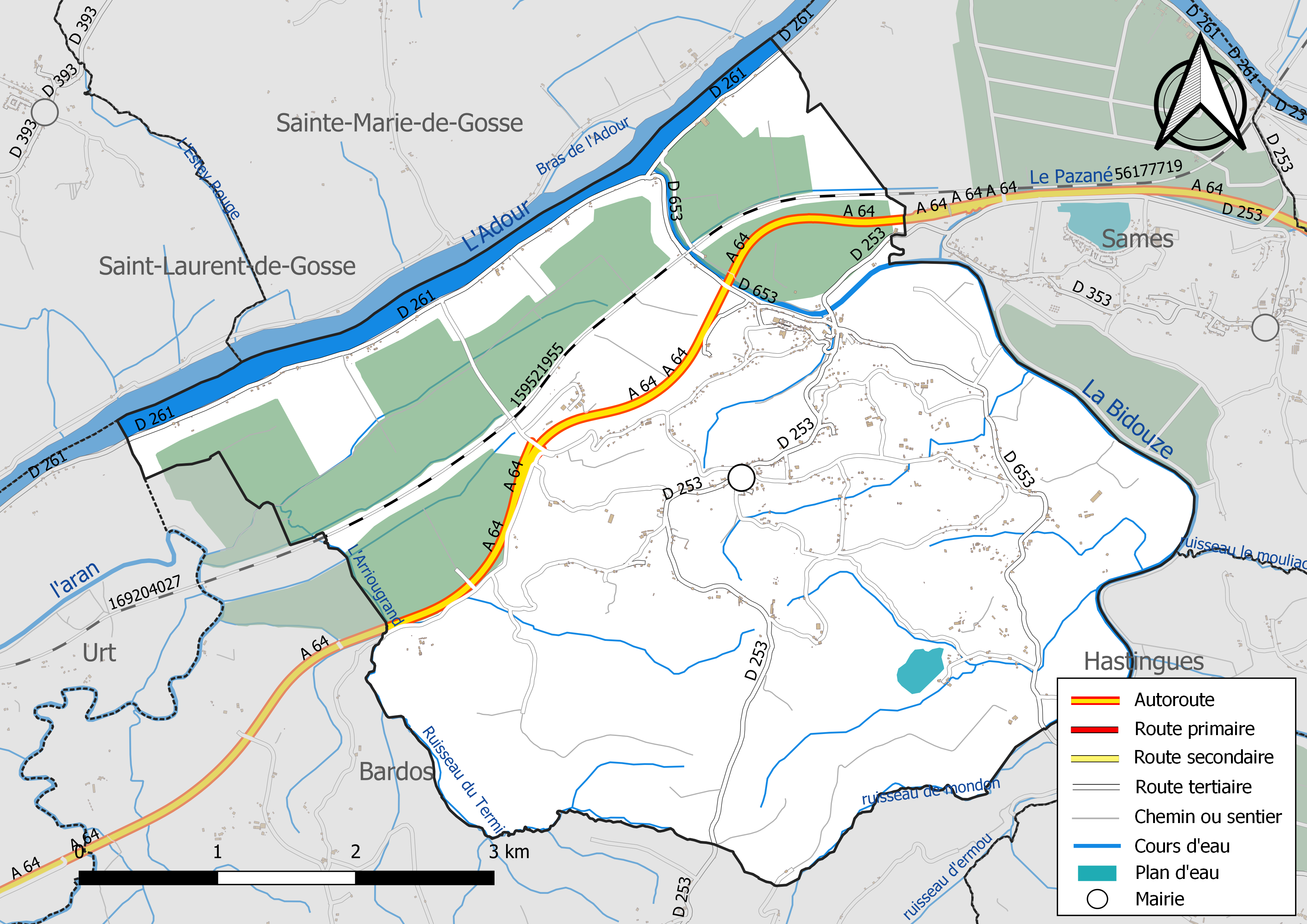
Réseaux hydrographique et routier de Guiche.

La commune est drainée par l'Adour, la Bidouze, un bras de l'Adour, L'Arriougrand, le ruisseau de mondon, le ruisseau du Termi, et par divers petits cours d'eau, constituant un réseau hydrographique de 36 km de longueur totale,.
L'Adour, d'une longueur totale de 308,8 km,prend sa source dans le massif pyrénéen du pic du Midi de Bigorre, au col du Tourmalet (Hautes-Pyrénées) et se jette dans l'océan Atlantique après Bayonne, à Tarnos (Landes) pour la rive droite et Anglet (Pyrénées-Atlantiques) pour la rive gauche.
La Bidouze, d'une longueur totale de 82,2 km, prend sa source dans la commune d'Aussurucq et s'écoule du sud vers le nord. Elle traverse la commune et se jette dans l'Adour sur le territoire communal, après avoir traversé 26 communes.

### Climat
Pour des articles plus généraux, voir Climat de la Nouvelle-Aquitaine et Climat des Pyrénées-Atlantiques.
Historiquement, la commune est exposée à un micro climat océanique basque.  
En 2020, Météo-France publie une typologie des climats de la France métropolitaine dans laquelle la commune est dans une zone de transition entre le climat océanique et le climat de montagne et est dans la région climatique Pyrénées atlantiques, caractérisée par une pluviométrie élevée (>1 200 mm/an) en toutes saisons, des hivers très doux (7,5 °C en plaine) et des vents faibles.
Pour la période 1971-2000, la température annuelle moyenne est de 14,1 °C, avec une amplitude thermique annuelle de 13,4 °C. Le cumul annuel moyen de précipitations est de 1 338 mm, avec 12,8 jours de précipitations en janvier et 8,1 jours en juillet. Pour la période 1991-2020, la température moyenne annuelle observée sur la station météorologique la plus proche, située sur la commune de Bidache à 6 km à vol d'oiseau, est de 14,5 °C et le cumul annuel moyen de précipitations est de 1 455,6 mm,. Pour l'avenir, les paramètres climatiques de la commune estimés pour 2050 selon différents scénarios d’émission de gaz à effet de serre sont consultables sur un site dédié publié par Météo-France en novembre 2022.

### Milieux naturels et biodiversité

#### Réseau Natura 2000
Le réseau Natura 2000 est un réseau écologique européen de sites naturels d'intérêt écologique élaboré à partir des Directives « Habitats » et « Oiseaux », constitué de zones spéciales de conservation (ZSC) et de zones de protection spéciale (ZPS).
Trois sites Natura 2000 ont été définis sur la commune au titre de la « directive Habitats », : 
- « l'Adour », d'une superficie de 3 565 ha, un site important pour les poissons migrateurs, l'Angélique des estuaires (espèce endémique) et le Vison d'Europe[26] ;
- « la Joyeuse (cours d'eau) », d'une superficie de 1 444 ha, un réseau hydrographique des coteaux basques[27] ;
- « la Bidouze (cours d'eau) », d'une superficie de 2 570 ha, un vaste réseau hydrographique drainant les coteaux du Pays basque[28] et une au titre de la « directive Oiseaux »[25],[Carte 3] :
- les « barthes de l'Adour », d'une superficie de 15 617 ha, un site de vallées inondables à forte diversité animale et végétale[29].

#### Zones naturelles d'intérêt écologique, faunistique et floristique
L’inventaire des zones naturelles d'intérêt écologique, faunistique et floristique (ZNIEFF) a pour objectif de réaliser une couverture des zones les plus intéressantes sur le plan écologique, essentiellement dans la perspective d’améliorer la connaissance du patrimoine naturel national et de fournir aux différents décideurs un outil d’aide à la prise en compte de l’environnement dans l’aménagement du territoire.
Une ZNIEFF de type 1 est recensée sur la commune, : 
le « lit mineur et berges de l'adour, des gaves réunis et du Luy » (1 292,03 ha), couvrant 35 communes dont 28 dans les Landes et 7 dans les Pyrénées-Atlantiques et quatre ZNIEFF de type 2,, : 
- « l'Adour d'Aire-sur-l'Adour à la confluence avec la Midouze, tronçon des saligues et gravières » (2 324,27 ha), couvrant 63 communes dont 54 dans les Landes et 9 dans les Pyrénées-Atlantiques[32] ;
- « l'Adour de la confluence avec la Midouze à la confluence avec la Nive, tronçon des barthes » (13 349,18 ha), couvrant 59 communes dont 52 dans les Landes et 7 dans les Pyrénées-Atlantiques[33] ;
- « les barthes de la rive gauche de l'Adour » (991,02 ha), couvrant 4 communes du département[34];
- le « réseau hydrographique de la Bidouze et annexes hydrauliques » (2 867,4 ha), couvrant 30 communes dont 1 dans les Landes et 29 dans les Pyrénées-Atlantiques[35].

## Urbanisme

### Typologie
Au 1er janvier 2024, Guiche est catégorisée commune rurale à habitat dispersé, selon la nouvelle grille communale de densité à sept niveaux définie par l'Insee en 2022.
Elle est située hors unité urbaine. Par ailleurs la commune fait partie de l'aire d'attraction de Bayonne (partie française), dont elle est une commune de la couronne,. Cette aire, qui regroupe 56 communes, est catégorisée dans les aires de 200 000 à moins de 700 000 habitants,.

### Occupation des sols

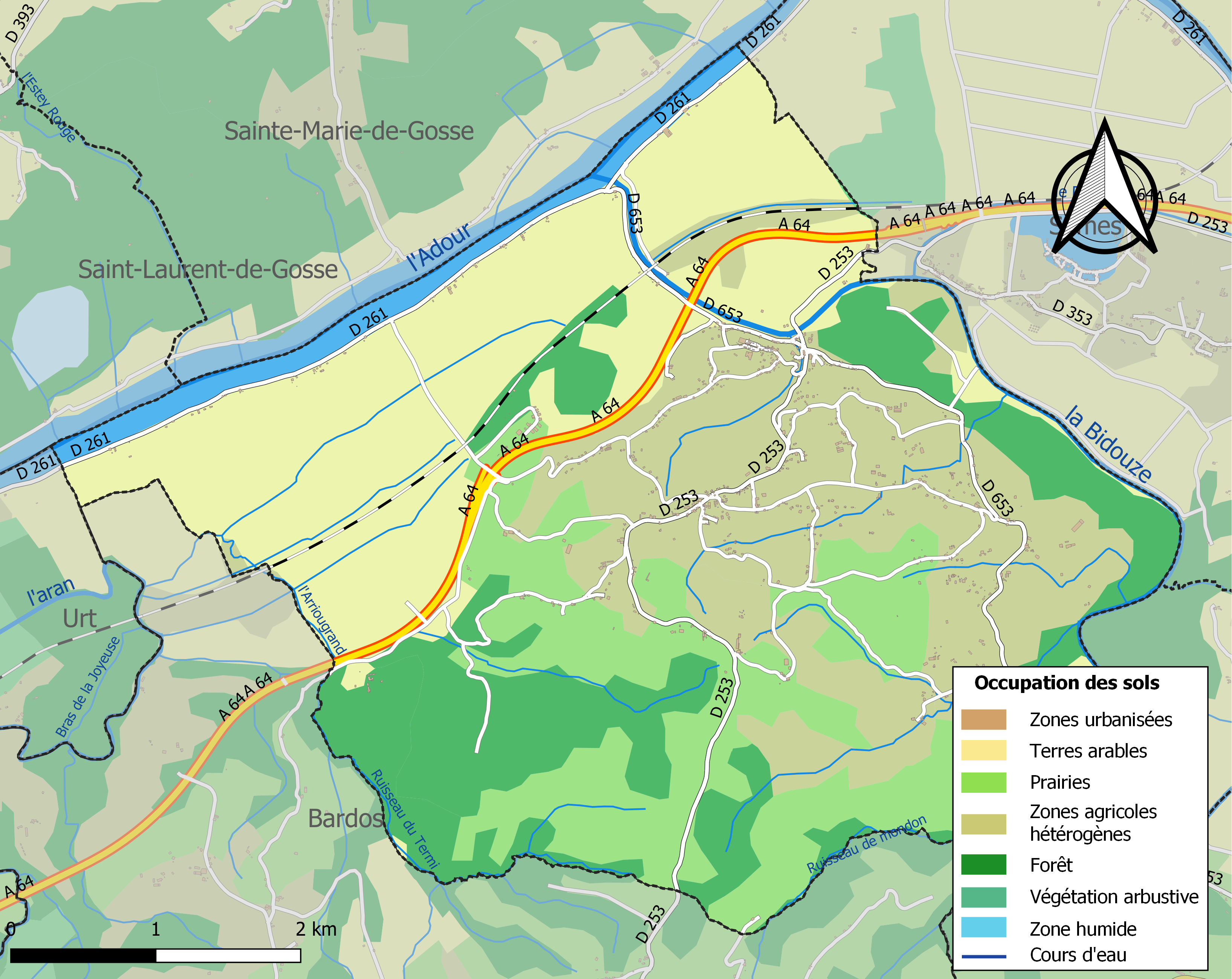
Carte des infrastructures et de l'occupation des sols de la commune en 2018 (CLC).

L'occupation des sols de la commune, telle qu'elle ressort de la base de données européenne d’occupation biophysique des sols Corine Land Cover (CLC), est marquée par l'importance des territoires agricoles (78 % en 2018), en augmentation par rapport à 1990 (75,4 %). La répartition détaillée en 2018 est la suivante : 
terres arables (29,6 %), zones agricoles hétérogènes (28,5 %), prairies (19,8 %), forêts (18,8 %), eaux continentales (3,2 %). L'évolution de l’occupation des sols de la commune et de ses infrastructures peut être observée sur les différentes représentations cartographiques du territoire : la carte de Cassini (XVIIIe siècle), la carte d'état-major (1820-1866) et les cartes ou photos aériennes de l'IGN pour la période actuelle (1950 à aujourd'hui).

### Lieux-dits et hameaux
Sept quartiers composent la commune de Guiche :
- Aoulouette (L') ;
- Fontan ;
- Haches ;
- Labarte ;
- Laplace ;
- Vic-de-Bas ;
- Vic-de-Haut.

### Risques majeurs
Le territoire de la commune de Guiche est vulnérable à différents aléas naturels : météorologiques (tempête, orage, neige, grand froid, canicule ou sécheresse), inondations et séisme (sismicité modérée). Il est également exposé à un risque technologique,  le transport de matières dangereuses. Un site publié par le BRGM permet d'évaluer simplement et rapidement les risques d'un bien localisé soit par son adresse soit par le numéro de sa parcelle.

#### Risques naturels
Certaines parties du territoire communal sont susceptibles d’être affectées par le risque d’inondation par une crue à  débordement lent de cours d'eau, notamment l'Adour et la Bidouze. La commune a été reconnue en état de catastrophe naturelle au titre des dommages causés par les inondations et coulées de boue survenues en 1982, 1983, 1988, 1993, 2009, 2013, 2014, 2018, 2019 et 2021,.

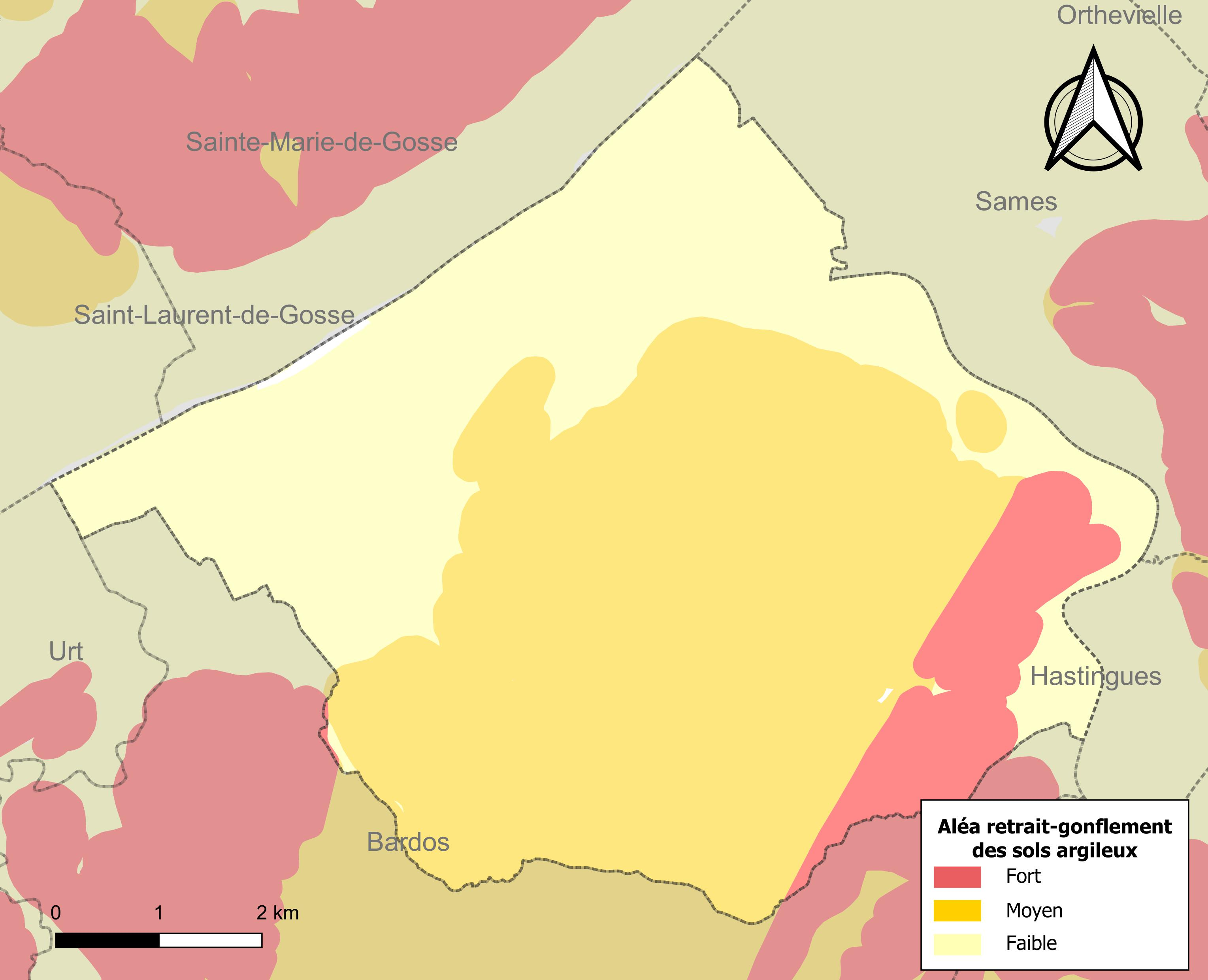
Carte des zones d'aléa retrait-gonflement des sols argileux de Guiche.

Le retrait-gonflement des sols argileux est susceptible d'engendrer des dommages importants aux bâtiments en cas d’alternance de périodes de sécheresse et de pluie. 60,9 % de la superficie communale est en aléa moyen ou fort (59 % au niveau départemental et 48,5 % au niveau national). Depuis le 1er octobre 2020, en application de la loi ELAN, différentes contraintes s'imposent aux vendeurs, maîtres d'ouvrages ou constructeurs de biens situés dans une zone classée en aléa moyen ou fort,.
Concernant les mouvements de terrains, la commune a été reconnue en état de catastrophe naturelle au titre des dommages causés par la sécheresse en 1989, 1990 et 2003 et par des mouvements de terrain en 2020.

## Toponymie

### Attestations anciennes
Le toponyme Guiche apparaît sous les formes Guissen (1083, 1100, 1203, 1249),
Villa Guissen (XIIe, cartulaire de Bayonne), Guiche (1650, carte du Gouvernement Général de Guienne et Guascogne et Pays circonvoisins, Carte des Pays Basques de France et d'Espagne) et 
Sanctus Joannes de Guiche (1687, collations du diocèse de Bayonne).

### Étymologie
Le nom de Guiche proviendrait de la racine basque gisu, la chaux (issu du grec gypsu, le plâtre).
Dauzat et Rostaing rapprochent avec prudence ce nom de celui de Guchan et de Guchen, deux cas d'ailleurs fort différents par leurs formes anciennes. Pour Guchan, ils postulent, à la suite de Séguy, un nom latin d'homme Justius avec suffixe latin -anum. Pour Guchen, dans le Dictionnaire toponymique des communes des Hautes Pyrénées, Michel Grosclaude et Jean-François Le Nail donnent l'explication suivante : nom de domaine antique formé probablement du nom de personnage aquitain Guish et suffixe -anum (le suffixe -anum pouvant être mis en doute, du fait des attestations anciennes).

### Nom en basque et en occitan gascon
Le nom basque de Guiche est Gixune. Il fut normalisé par l'Académie de la langue basque le 30 mars 2000.
Le gentilé correspondant est gixundar, normalisé lui-aussi le 30 mars 2000.
Son nom occitan gascon est Guishe ['giʃɘ].

## Histoire

### Moyen-Âge
Au XVe siècle, durant la campagne française menée par Gaston de Foix, vicomte de Béarn, dont Charles VII avait fait son lieutenant général, le château de Guiche, qui du confluent de l'Adour et de la Bidouze, protège l'entrée du Labourd, tombe aux mains de ses attaquants (15 décembre 1449), ouvrant la voix à une équipée guerrière qui conduisit Gaston IV à travers le Labourd jusqu'à Saint-Jean-de-Luz.

### Temps Modernes
La paroisse de Guiche est érigée en comté par Charles IX en 1563 ; outre Guiche ce comté est formé des paroisses de Bardos, Urt, Sames, Came, Saint-Pé-de-Léren et Briscous. Ce comté est en 1648 uni à quatre autres paroisses environnantes pour former  le duché-pairie de Gramont.

### Époque contemporaine
Unique gare ferroviaire du canton de Bidache, la gare de Sames - Guiche, sur la ligne de Bayonne à Toulouse, a été inaugurée en 1912 et aura accueilli des voyageurs jusqu'à la deuxième moitié du XXe siècle.

### Guiche, paroisse du Labourd
La relation de Guiche au Labourd présente quelques particularités (partagées avec les villages voisins de Bardos et Urt).
Pendant l'Ancien Régime, ces trois paroisses ne dépendaient pas judiciairement des institutions judiciaires labourdines, mais de la sénéchaussée de Came. Alors qu'elles avaient cessé de participer aux travaux du Biltzar du Labourd, elles sont admises de nouveau dans cette assemblée en 1763, à charge de contribuer désormais aux travaux de celle-ci. Ces péripéties semblent à Anne Zink de peu de signification : même avant ce rattachement, les trois paroisses étaient fiscalement labourdines, et c'était la coutume de la province du Labourd qui y régissait le droit civil.

## Politique et administration

### Liste des maires
| Période                                  | Période  | Identité           | Étiquette | Qualité |
| ---------------------------------------- | -------- | ------------------ | --------- | ------- |
| 1995                                     | 2001     | Maurice Duflot     |           |         |
| 2001                                     | En cours | Jean-Yves Bussiron |           |         |
| Les données manquantes sont à compléter. |          |                    |           |         |

### Intercommunalité
La commune fait partie de trois structures intercommunales :
- la communauté d'agglomération Pays basque ;
- le syndicat d'énergie des Pyrénées-Atlantiques ;
- l'agence publique de gestion locale.

## Population et société

### Démographie
On verra, sur le graphique, la fin de la décroissance correspondant, dans les années 90, à la mise en service du réseau autoroutier local faisant de cette localité la banlieue de la métropole du bord de mer[réf. nécessaire].
L'évolution du nombre d'habitants est connue à travers les recensements de la population effectués dans la commune depuis 1793. Pour les communes de moins de 10 000 habitants, une enquête de recensement portant sur toute la population est réalisée tous les cinq ans, les populations de référence des années intermédiaires étant quant à elles estimées par interpolation ou extrapolation. Pour la commune, le premier recensement exhaustif entrant dans le cadre du nouveau dispositif a été réalisé en 2007.

En 2022, la commune comptait 1 054 habitants, en évolution de +9,68 % par rapport à 2016 (Pyrénées-Atlantiques : +3,78 %, France hors Mayotte : +2,11 %).
| 1793  | 1800  | 1806  | 1821  | 1831  | 1836  | 1841  | 1846  | 1851  |
| ----- | ----- | ----- | ----- | ----- | ----- | ----- | ----- | ----- |
| 1 412 | 1 376 | 1 470 | 1 483 | 1 700 | 1 686 | 1 668 | 1 664 | 1 565 |

| 1856  | 1861  | 1866  | 1872  | 1876  | 1881  | 1886  | 1891  | 1896  |
| ----- | ----- | ----- | ----- | ----- | ----- | ----- | ----- | ----- |
| 1 357 | 1 514 | 1 478 | 1 453 | 1 363 | 1 410 | 1 400 | 1 456 | 1 300 |

| 1901  | 1906  | 1911  | 1921  | 1926  | 1931  | 1936 | 1946 | 1954 |
| ----- | ----- | ----- | ----- | ----- | ----- | ---- | ---- | ---- |
| 1 346 | 1 369 | 1 210 | 1 072 | 1 038 | 1 048 | 971  | 854  | 773  |

| 1962 | 1968 | 1975 | 1982 | 1990 | 1999 | 2006 | 2007 | 2012 |
| ---- | ---- | ---- | ---- | ---- | ---- | ---- | ---- | ---- |
| 750  | 684  | 638  | 638  | 670  | 730  | 847  | 864  | 933  |

| 2017 | 2022  | - | - | - | - | - | - | - |
| ---- | ----- | - | - | - | - | - | - | - |
| 970  | 1 054 | - | - | - | - | - | - | - |

### Enseignement
La commune dispose d'une école primaire publique.

## Économie
L'économie est principalement agricole. La commune fait partie de la zone d'appellation de l'ossau-iraty.
Une carrière de calcaire subsiste sur la commune. Elle alimentait jusqu'en 1993 la cimenterie des Ciments de l'Adour située à Boucau, par des barges descendant l'Adour.
Une activité de fabrication de meubles existe également à Guiche.

### Entreprises et commerces
La commune accueille la société SA Montauzer (préparation industrielle de produits à base de viande) qui fait partie des cinquante premières entreprises agroalimentaires du département.

## Culture locale et patrimoine

### Patrimoine linguistique

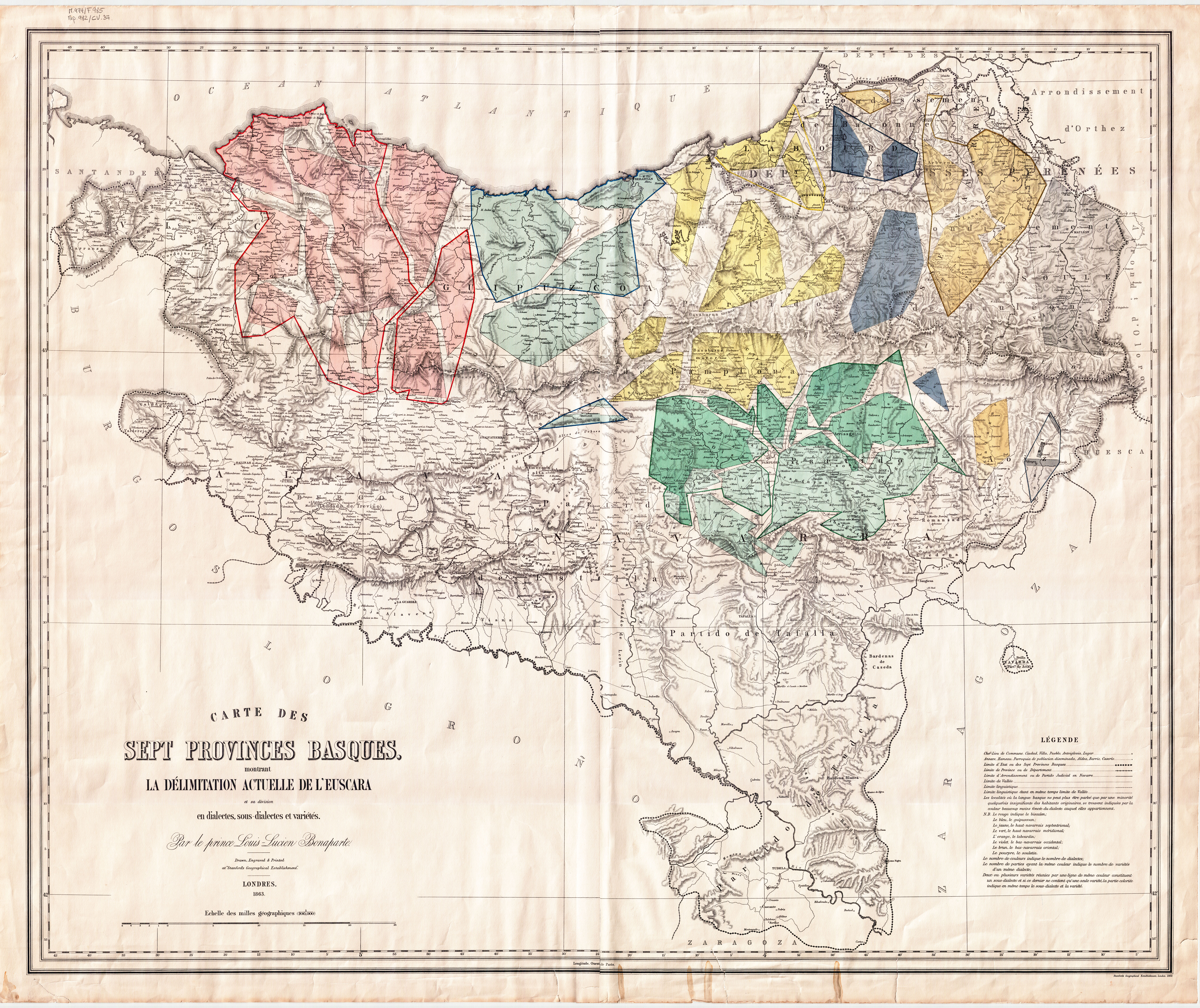
Carte des sept provinces basques (1), 1863

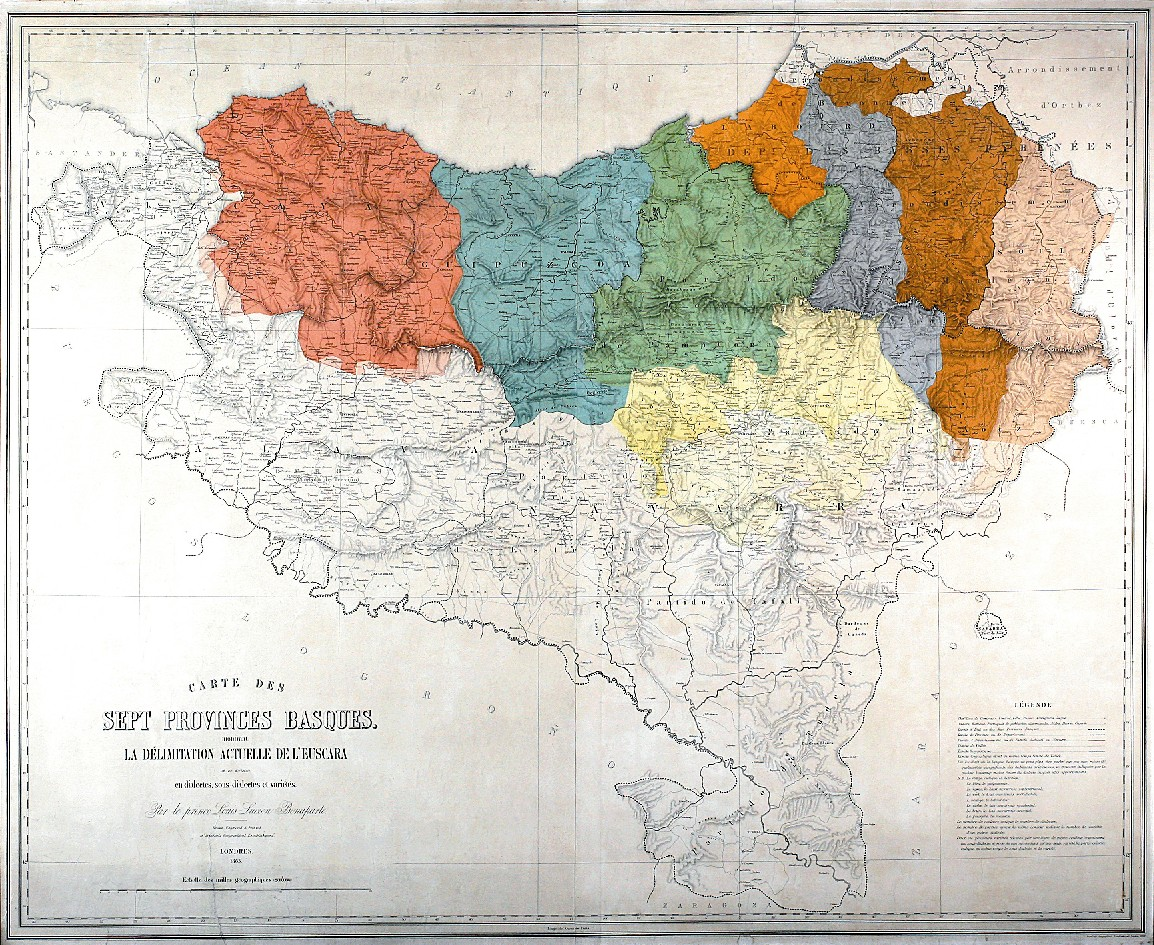
Carte des sept provinces basques (2), 1863

Les deux versions de la Carte des sept provinces basques montrant la délimitation actuelle de l'euscara en dialectes, sous-dialectes et variétés dressée en 1863 par le prince Louis-Lucien Bonaparte placent Guiche en dehors de l'aire bascophone.
Le Recueil de linguistique et de toponymie des Pyrénées réalisé en 1887 par Julien Sacaze  nous livre pour Guiche une version en gascon, composée d'une traduction de deux textes mythologiques, ainsi que d'une liste des micro-toponymes de la commune.
Le Recueil des idiomes de la région gasconne réalisé en 1894 par le linguiste Édouard Bourciez nous livre pour Guiche une version de la parabole de l'enfant prodigue traduite en gascon.
La carte du Pays basque français dressée en 1943 par Maurice Haulon laisse apparaître la "démarcation actuelle entre la langue basque et les dialectes romans", incluant la commune de Guiche dans l'aire gasconophone.
D'après la Morfología del verbo auxiliar vasco [Morphologie du verbe auxiliaire basque] établie par Pedro de Yrizar en 1970, Guiche n'est pas située dans l'aire bascophone.

### Lieux et monuments
Patrimoine civil
Le château de Guiche, demeure des ducs de Gramont également, a une position élevée et ses murs sont d'une épaisseur très importante. Après avoir été incendié, fortifié, reconstruit, pris d'assaut et dévasté, ses ruines sont aujourd'hui en travaux de restauration tout comme le château de Bidache. Le port rénové permet des promenades en galupe.
Le manoir dit ancienne maison noble de Labadie date du XVIe siècle.
La ferme du lieu-dit du Grand-Borde date du XVIIe siècle.
La maison Le Marchand date du XVIIe siècle.
Guiche possède des maisons de maître datant du XVIIe siècle.
L'ancienne mairie et école, formée d'une salle haute sur un préau ouvert bordé par trois colonnes (première mention en 1760).
Patrimoine religieux

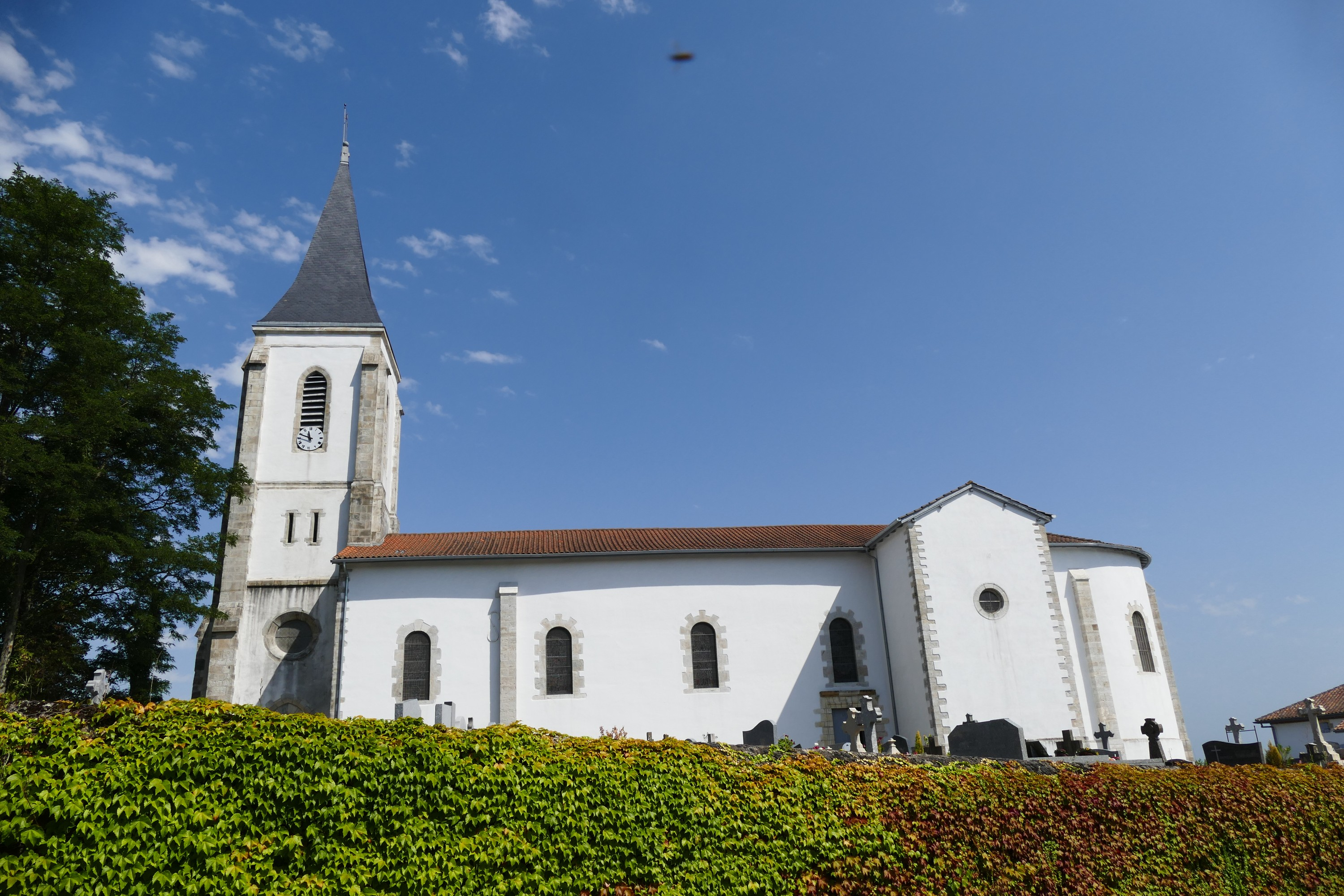
L'église Saint-Jean-Baptiste.

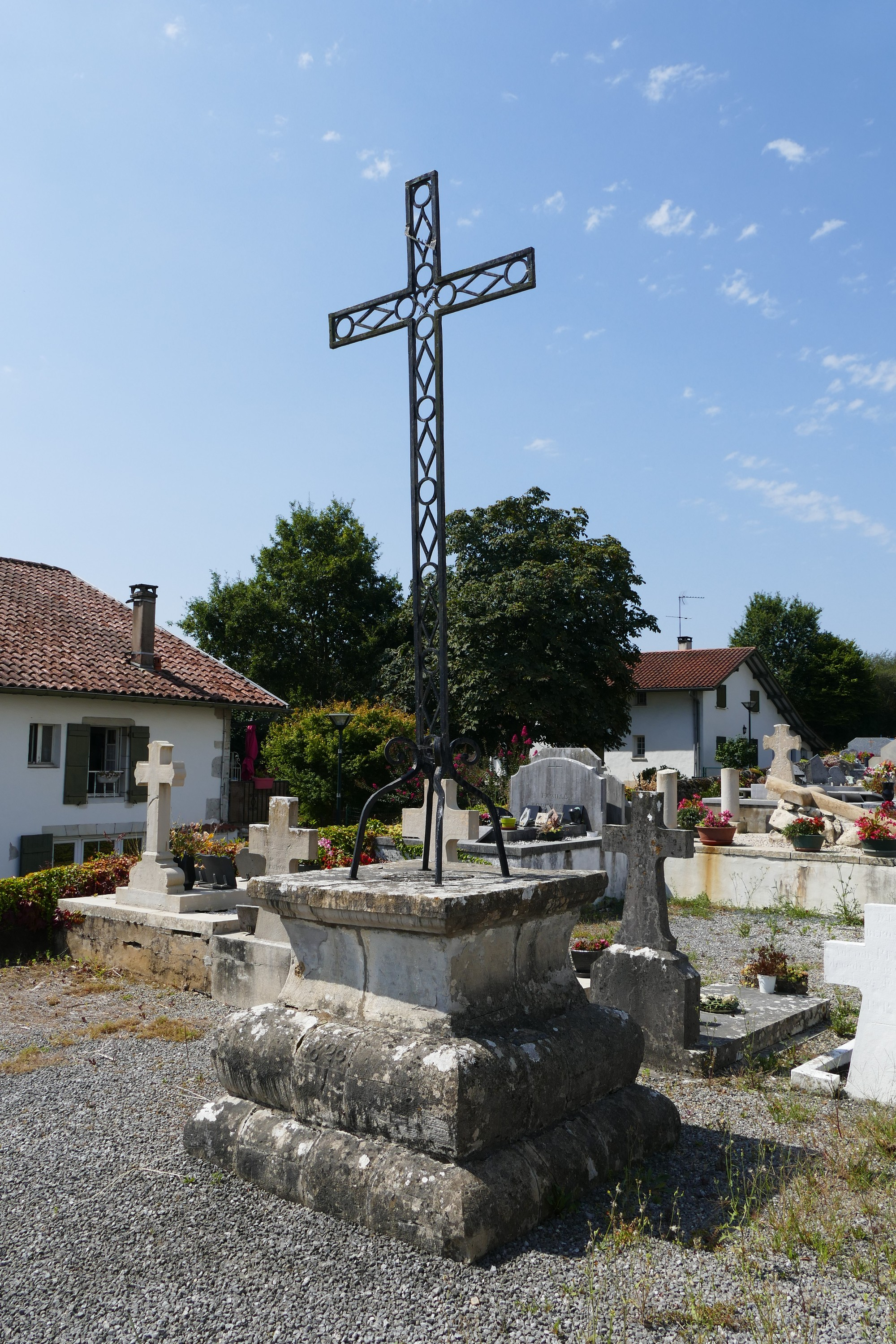
La croix du cimetière.

L'église Saint-Jean-Baptiste, qui date du XIIIe siècle, a été agrandie durant le siècle suivant à cause de la population grandissante. Elle recèle quatre verrières et un ensemble de mobiliers (une Vierge à l'Enfant, une chaire à prêcher, un ensemble du maître-autel, un autel du XIXe siècle et autres pièces diverses) inventorié par le ministère de la Culture
Le cimetière renferme une croix remarquable datant de 1775.

### Patrimoine culturel
Langues
La langue qui prédominait jusqu'à la fin du XIXe siècle était l'occitan dans sa variété gasconne. En effet, la Carte des Sept Provinces Basques éditée en 1863 par le prince Louis-Lucien Bonaparte nous montre que Guiche ne se situe pas dans l'aire linguistique basque, comme l'atteste d'ailleurs la toponymie du village.
Festivités
Le Comité des Fêtes anime principalement les fêtes patronales, mais aussi divers bals et autres soirées (téléthon...).

### Personnalités liées à la commune
- Martin Sabarots (1894-1944), résistant français du réseau Alliance exécuté sommairement par les Allemands pendant la Seconde Guerre mondiale, y est né.

### Héraldique, logotype et devise
| Blason de Guiche | Blason  | Coupé de gueules à une construction couverte en appentis, le tout d'or, à un large escalier de six marches du même convergeant vers une ouverture du champ grillagée de sable, à un étage soutenue par quatre piliers du second ajourés de sable ; et d'azur à une onde d'argent en pointe brochant sur une barque flottante et contournée du même, au chef du même chargé de quatre arbres au naturel rangés en fasce. |
| Blason de Guiche | Détails | Le statut officiel du blason reste à déterminer. |

## Pour approfondir